# آغل‌کمر
آغُل‌کَمَر، روستایی است از توابع بخش نصرآباد و در شهرستان تربت جام استان خراسان رضوی ایران.

## جمعیت
این روستا در دهستان کاریزان قرار داشته و بر اساس سرشماری سال ۱۳۸۵ جمعیت آن (۳۹خانوار) ۱۵۵نفر 
بوده است.